# アンブロシア
アンブロシア(Ambrosia)は、伝統的なフルーツサラダの1種である。
生または砂糖漬けのパイナップル、マンダリンオレンジ、小さなマシュマロ、ココナッツ等を材料に用いる。その他、マラスキーノ・チェリー、バナナ、イチゴ、皮をむいたブドウ、潰したペカン等が用いられる。また、アンブロシアには、ホイップクリーム、サワークリーム、クリームチーズ、プディング、ヨーグルトまたはカッテージチーズも用いられる。これらを混ぜて冷蔵庫で数時間冷やしてから供する。
名前は、ギリシア神話に登場する神々の食べ物アムブロシアーに因んだものであるが、19世紀初頭のアメリカ合衆国に起源を持つ。